# 南韓電子遊戲反女權爭議

引發爭議的「Megalia手勢」

自2016年8月韓國電子遊戲配音員金自妍在社交媒體的言論爭議以來，陸續有韓國電子遊戲從業者因發表「仇男」言論、參與或支持女權主義活動、作品中出現「Megalia手勢」等，而被網路指控為極端女權主義者。相关争议引发一系列對韓國遊戲行業內極端女權滲透的批評和抗議活動，其訴求包括企業開除涉事員工、下架相關作品等。《邊獄公司》《新楓之谷》《蔚蓝档案》《原神》等多款在韓國營運的電子遊戲被捲入其中。

## 背景

### 韓國「反女權主義」思潮
韓國向來被視為是女權思想較落後的國家，男尊女卑、女性貶抑文化由來已久。雖然近年女性意識抬頭，但性別歧視依然根深蒂固，韓國網路世界仍然存在一股「反女權主義」的思想浪潮。在益普索2021年對28個國家所做的性別衝突調查中，韓國排名第一。2024年10月，南韓地方法院宣佈將「厭惡女性」視為一種仇恨犯罪動機。

### Megalia手勢
「Megalia手勢」為韓國女權社群於2015年建立、2017年解散的Megalia論壇標誌。其為「伸出大拇指與食指的手勢」，有「陰莖短小」的男性貶抑之義，被韓國社會視爲韓國極端女權、「仇男」的象徵代稱。Megalia論壇本身為反擊「厭女文化」而設立，但因爲「以暴制暴」的做法，逐漸成爲光譜的對立面，加劇男女對立的局面。
《天下雜誌》認爲，Megalia等女權團體的興起反映出韓國「厭女」暴力愈演愈烈的現實。韩国妇女发展研究所數據顯示，韓國性暴力的比率過去幾年大幅飆升，受害者壓倒性是女性。非營利組織韓國女性熱線祕書長 Song Ran-hee表示，據統計，韓國大約每3天就有1名女性遭親密伴侶或前伴侶謀殺，「我們沒有槍，但在家裡還更危險。在韓國，只有待在街上才安全」。
2021年，GS25推出一張露營用品廣告海報。在海報中，（「去露營吧」）的第三個字（가）上放了一根香腸，旁邊則有準備以食指與拇指抓香腸的手。海報推出後，立刻引發網友批評，認為GS25支持Megalia、攻擊男性生殖器官的大小。儘管海報設計者否認有任何意識形態、GS25也換上新海報，但網友持續對新海報做出各種解讀，並表達更多不滿。GS25在最後放棄海報，當時社長趙允晟與其他營鎖部門主管也被調職。這起海報爭議後來被多間媒體視為「Megalia手勢」與「仇男」產生關聯爭議、並走入韓國主流眼線的導火線。

## 相關事件

### 2016年金自妍言論爭議
2016年8月，韓國樂線營運的線上角色扮演遊戲《CLOSERS》，其遊戲角色的配音員金自妍，遭玩家指控在社交媒體上傳的照片中穿着Megalia出品的「女孩不需要王子」T恤，是支持仇恨團體。儘管金自妍否認參與Megalia活動，但樂線仍選擇即刻開除她，還將她的配音作品從遊戲中完全刪去。

### 2018年3月IMC Games美術師言論爭議
2018年3月底，韓國大型多人在線角色扮演遊戲《救世者之樹》開發商IMC Games公司的一名美術員工，被玩家發現是韓國女權社群Megalia論壇的參與者。玩家因此發起抵制活動，以散播「仇男女性主義謬論」為由「洗板抗議」，要求開發商開除該員工。IMC Games出面道歉並聲稱已經「懲處」該員工，而該員工也為自己「散播且支持仇恨言論」的言行向玩家道歉。此舉雖平息玩家怒火，但又引發女權主義團體與遊戲從業者工會的不滿。韓國遊戲開發者工會、韓國民主工會聯合會、韓國婦女工會等團體，批評IMC Games的做法「侵害員工勞權與思想自由」；更上書青瓦臺請願，希望青瓦臺可以介入調查。2018年3月27日，IMC Games再度發表道歉聲明，表示「反對任何與韓國正向社會價值相違的任何舉止」；IMC Games社長金學圭亦關閉個人帳號。

### 2018年4月畫家Nardack言論爭議
2018年4月底，韓國畫師Nardack接受中國手機遊戲《碧藍航線》的韓國運營商心動全球的委託，繪製登錄畫面插畫，遭到韓國玩家指控Nardack「是贊成反社會集團的畫師」，要求下架畫作。心動全球私下與Nardack協商，希望Nardack發表公開聲明澄清自己「與Megalia無關」「不支持女權」；Nardack否認與Megalia有關，但不願發表聲明，於是她的畫作被下架。此舉引發輿論進一步發酵，各大社群網站上出現對Nardack的汙衊和侮辱，指責她是反社會分子；心動全球的私下施壓也助長了對Nardack的壓迫。最終Nardack決定發表聲明，抗議心動全球的做法，要求心動全球道歉：「這樣的行為真的很可怕，我不斷地反問自己：我是真的活在21世紀嗎？」「難道女性主義就是反社會主義嗎？這難道是韓國法律和社會上所有人的共識嗎？」

### 2022年韓國遊戲分級與「報復性檢舉」爭議
2022年10月5日晚間，韓國樂線開發的手機遊戲《蔚藍檔案》製作團隊發佈公告，表示9月收到收到韓國遊戲物管理委員會通告，稱《蔚藍檔案》部份遊戲內容已逾越在韓國取得的「15歲以上」分級。若不提昇分級或是修改遊戲內容，將會被韓國禁止上架。因2021年底「天童愛麗絲」劇情動畫修改事件引起較大爭議，製作團隊決定直接提昇遊戲分級至最高級的「青少年不宜」，並另外推出「內容修正版」以彌補未成年玩家，即「雙版本路線」。2022年10月13日，遊戲物管理委員會宣布將調一整部分營運中遊戲的分級標準，其中《少女前线》《蔚藍檔案》《Fate/Grand Order》被調整為「青少年不宜」，《明日方舟》《白夜極光》被調整為「15歲以上」。之後《少女前線》決定修改被認定為有問題的插圖。2022年11月25日，《蔚藍檔案》發佈「新增TEEN版本與原應用程式年齡分級上調相關事前說明」公告表示，遊戲物管理委員會10月27日的會議中再次將《蔚藍檔案》判定為「青少年不宜」分級，故於11月29日推出「TEEN版本」。《遊戲基地》據韓國遊戲媒體報導，認為遊戲物管理委員會啟動調查的原因是「收到大量意見投訴上列遊戲內容違規」，由玩家發動「報復性檢舉」所致；起因是2022年年中《世界計畫 繽紛舞台！ feat.初音未來》被部分遊戲玩家認定遭到韓國男性玩家集中攻擊檢舉，故發動「報復性檢舉」進攻男性向遊戲《蔚藍檔案》；而《蔚藍檔案》的玩家據報道也打算對另一款女性向遊戲《偶像夢幻祭》發動「報復性檢舉」的「報復性檢舉」。

### 2023年7月《邊獄公司》畫家VellMori爭議
2023年7月，韓國獨立遊戲工作室Project Moon推出的手機遊戲《邊獄公司》舉辦夏日活動，推出水邊工作服、潛水服等主題打扮，但因為男女角色裸露程度差距（男性角色較爲暴露，而女性角色包裹嚴實），引發部分玩家不滿。部分玩家開始組織抗議活動；遊戲平衡性、價格太貴、資源消耗太高、無公告弱化等玩家積攢的其他不滿也被加入抗議議題。有玩家發現擔任《邊獄公司》副美術總監的畫家VellMori過去在X上有支持偏激女權的發言、轉推以及按讚等活動記錄，此事逐漸成爲抗議活動的主軸，玩家要求Project Moon開除這名畫家並永久停止合作。抗議行動包括在應用商店刷差評外，還有玩家直接在Project Moon團隊辦公室前抗議。
最終《邊獄公司》製作團隊在7月25日晚間發佈公告，承諾修改遊戲平衡設計、與畫家VellMori解除合作。儘管Project Moon在公告中澄清辭退VellMori是因爲其「通過社交媒體賬戶製造爭議觀點」違反公司規章，而與VellMori的政治或意識形態立場無關，並表示將全力制止謠言和錯誤訊息的傳播，對口頭攻擊公司員工或傳播訊息的人採取法律行動（包括違反保密協議參加網路抗議的現任員工）；但此舉仍引發韓國女權團體的進一步指責和抗議。京畿道青年聯盟譴責遊戲工作室Project Moon不公平地解僱員工、不遵守勞動法，並呼籲採取立法行動保障女性權益。9月18日，Project Moon再發聲明，為7月25日的公告的措辭模糊致歉，表示Project Moon是尊重員工自願離職，「沒有預見到這一系列反應最終會導致誤解和曲解，給我們的粉絲和員工帶來痛苦」。

### 2023年11月動畫工作室Studio Ppuri「Megalia手勢」爭議

引發爭議的「天使破壞者Remaster」動畫預告片畫面。

11月25日，韓國樂線開發的電腦遊戲《新楓之谷》的「天使破壞者Remaster」動畫預告片，被發現有「Megalia手勢」。此動畫預告片由動畫工作室「Studio Ppuri（Studio Root）」製作。隨後，有網民發現Studio Ppuri負責該段變身動畫的主管級動畫師達琳，在個人X帳號上發佈了不少仇男相關發文與轉推的文章，引發網民質疑此動畫師是故意爲之。事件快速發酵，網民持續發現Studio Ppuri過去負責製作過的動畫中出現「Megalia手勢」，包括《蔚藍檔案》、《原神》、《崩壞3rd》、《地下城与勇士》、《永恆輪迴》、《第七史詩》等作品的動畫。事發後，達琳立即將X帳號改為私人，並開始大量刪除過去的文章；樂線當晚即把所有涉事影片下架。被點名的其他各韓國遊戲則將出現「Megalia手勢」的影片全部轉回私人或下架，唯中國米哈遊開發的《原神》、《崩壞3rd》沒有受到影響。
11月26日下午，Studio Ppuri發表道歉公告，表示「這些言論與遊戲方向無關，有這樣的聯想我們很抱歉」；而各個畫面中出現的「Megalia手勢」均爲誤會，「這些言論與遊戲方向無關，有這樣的聯想我們很抱歉。這個手勢的出現其實是一個動作連貫間的其中一個動作，並不是刻意加入的動作，該動畫師是製作關鍵畫面的動畫師，不可能控制這些每一個動作」。此道歉公告引發韓國網民更大的憤怒。隨後，Studio Ppuri再發第二封道歉公告，表示已經着手處理引發不適的作品，而引發爭議的動畫師達琳已經離職；道歉信發生一小時後被刪除。
各韓國遊戲公司隨後陸續發表聲明。《新楓之谷》在官方網站發表道歉公告，同時其遊戲負責人 Gim Chang-seop也在11月26日的緊急直播中道歉，強調「團隊堅決反對那些一昧贈恨他人、且在表現仇恨時不感到羞恥，或暗中表現並從中感到快感的行為」；表示團隊會全面進行調查，「我們將更仔細的審視所有工作，並修改可能含有仇恨訊息的內容」。《蔚蓝档案》制作人金用河發表聲明，表示会调查此事件。包括《地下城與勇士》《第七史詩》《未來戰》、網石遊戲的《放置七騎士》《神之塔：NEW WORLD》、Neowiz Games 的《棕色塵埃2》《失落的方舟》等亦表示會進行調查並進行整改、反對任何形式的歧視。有網民提出《永恆輪迴》的繪師「TOMOGY」轉發過仇恨言論，雖然遭到繪師聲明否認，但《永恆輪迴》仍然下架了該畫師參與創作的13個角色造型。
韓國婦女工會則指責樂線等公司的行爲是「女權主義獵巫」，「不應該屈服於某些人的『集體幻想』」。11月28日上午11時，文化團結會、韓國民主工會聯合會、韓國婦女工會、青年參與團結會、韓國貿易聯合會等團體在樂線總部組織記者會和示威活動，抗議樂線行爲，譴責樂線不負責任、宣揚「排斥女性」「厭女症」的價值觀；稱「Megalia手勢」只是「鉗子手勢」，兩個「鉗子手勢」合併起來就是一個「愛心手勢」。據BBC News 中文事後報道，達琳最初向南韓警方報案時，遭到警方拒絕受理，並給出了因為「Megalia手勢」為禁忌、故「作為女性主義者遭到攻擊是合乎邏輯的」的理由。在女性主義組織的抗議下，南韓警方才展開調查。
11月30日，韓國媒體《京鄉新聞》報導，指出「天使破壞者Remaster」預告片中的「Megalia手勢」並非由達琳所畫，而是（因爲工期緊迫）由額外聘請的40多歲男性動畫師所繪製，且這個手勢是一個半心形，而不是「Megalia手勢」；而分鏡監督也是一名50多歲的男性。《京鄉新聞》引用一位不願表明姓名的動畫師表示，動畫製作人員衆多，且檢查流程豐富，不太可能偷偷加入手勢；其他被指加入「Megalia手勢」的動畫也是如此。韓國IT聯盟副會長 Gim Hwan-min批評樂線將所有責任推給承包商，甚至沒有向承包商釐清基本事實，此舉反而助長了反女權獵巫的意識形態。
12月4日，《京鄉新聞》再次報道此事，援引動畫工作室和多位著名動畫師的證言，認爲在韓國遊戲圈不斷發酵的「Megalia手勢」爭議，「只不過是一個陰謀論」。《京鄉新聞》指出，涉及爭議的相關影片皆爲男性導演執導和繪製，「動畫師不可能違背導演的意圖隨意插入特定的畫面」。《京鄉新聞》轉述Studio Ppuri表示，儘管有「大量」數據可以反駁陰謀論，但網路輿論審判已經結束、樂線也沒有提供解釋的機會，令他們十分無助，「我們必須成為一個可以說不的社會」。《京鄉新聞》亦採訪了被輿論轟炸而從公司辭職的達琳，她表示自己成爲網路霸凌的目標後，寢食難安，還罹患了焦慮症、開始接受精神治療；她認爲比起被網路霸凌，她的作品被丟棄這件事更令她痛苦和難過。
12月6日，Studio Ppuri接受韓國遊戲媒體《This Is Game》採訪，表示深受網絡輿論風暴的侵擾，簡訊被塞爆、還有死亡威脅、對員工的人肉搜索等，甚至還有人假裝借廁所進入辦公室偷拍。Studio Ppuri對每張爭議畫面都做了澄清，表示這些不是「Megalia手勢」，而是手指自然彎曲的形態；達琳並沒有參與爭議畫面的製作，爭議畫面是由其他人完成的，而員工個人空間的發言與公司作品無關。Studio Ppuri還表示，此前撤回第二則道歉聲明的原因是認爲「離職」的說法相當於承認了錯誤，而Studio Ppuri認爲這只是一場誤會，承認錯誤反而給員工職業生涯蒙上污點，故最終撤掉聲明。Studio Ppuri表示願意持續做出說明，希望能澄清誤會。

### 2023年12月《原神》原畫師YOMI仇男言論爭議
11月29日，中國米哈遊開發的多平臺角色扮演遊戲《原神》發佈紀錄片「水的轻语——《原神》『轻涟』系列创作的幕后」，其中展示了《原神》角色芙寧娜的原畫。有韓國網民通過與先前泄漏的《原神》角色原畫比較畫風和簽名差異，推測為韓國畫家YOMI所繪，進一步推測YOMI現居上海、為米哈遊員工。YOMI在2020年曾經繪製過《明日方舟》賀圖，因爲X上發表的言論，被韓國網民指責為侮辱男性，引發爭議，最終《明日方舟》下架賀圖、發表道歉聲明，表示「我們始終尋求以中立的態度接近用戶，不偏向任何政治或意識形態立場」；故此次爭議主要為翻舊帳。中國大陸網民亦指責YOMI「台灣是台灣」的推文有「辱華」之嫌，但被其他網民指出為斷章取義，該推文本義為「『台灣』一詞在韓語裡對應兩個不同的單字，但兩者都屬台灣」。在11月30日Studio Ppuri爭議的事態明朗後，YOMI仇男言論爭議成為韓國遊戲圈新的輿論焦點。
對於YOMI與《原神》原畫師之間的關聯，《韓國日報》表示，沒有明確證據顯示X用戶YOMI和《原神》原畫師是同一個人；《udn遊戲角落》亦認爲韓國網民此番推理程序不夠严谨，且存在較多同名，因此說法仍存疑。但無論是否同一個人，韓國網民對YOMI和米哈遊的聲討和騷擾已經開始。一些網民對YOMI進行開盒，在網路上發佈YOMI的真實姓名、住址等隱私信息，配以對YOMI的仇恨言論；也有網民在YOMI的X賬戶下發表辱罵性預言的評論和人身攻擊。12月2日到3日，有韓國玩家在韓國遊戲動漫展「AGF2023」會場（即韓國國際展覽中心），自費派出卡車環繞會場宣傳抗議活動，控訴米哈遊海外分部HoYoverse冷處理。12月8日晚，在YouTube《原神》韓語頻道上放送的4.3版本前瞻直播中，HoYoverse關閉了聊天室，引發網民批評米哈遊不願與玩家溝通；當日《原神》在應用商店中被負評轟炸。韓國論壇Arca Live的《原神》社群自12月13日起發動飛船抗議活動，受到大量關注，在 20分鐘內就募集到千萬韓元；抗議召集者取得飛行許可後，於12月21日至24日租用帶標語的飛艇在首爾多地上空飛行，要求HoYoverse的管理階層與他們進行溝通。
米哈遊/HoYoverse並未對仇男爭議作出解釋或是發表聲明。對於直播節目關閉聊天室的爭議，HoYoverse韓國相關負責人表示「關閉即時聊天窗口是希望玩家能專注在直播本身，對於造成玩家們的不便深表歉意」，並承諾將重新開放聊天室。

## 評價
法新社表示，2016年金自妍言論爭議是韓國遊戲界「獵巫」的開始，許多韓國玩家自此日以繼夜地對業內的女性工作者，展開一連串的起底與檢舉；「這些玩家會無情地攻擊任何發布與婦女權利問題稍有關聯的內容的人，並給該人貼上『Megalia支持者』的標籤，要求其應該被立即解僱」。
《香港01》記者歐敬洛評價「透過翻查個別女性線上活動的『檢閱行為』」為「現代版的獵巫行動」；認爲韓國男性以「保護傳統兩性價值觀」為由的反抗還會持續。
英國廣播公司新聞部駐首爾記者吉恩·麥肯錫把對動畫工作室Studio Ppuri的爭議事件看作韓國社會反女權風潮的一部分，認為這樣的「獵巫行動」給韓國女權運動帶來寒蟬效應，讓本就處於劣勢的女權運動進一步轉入地下。麥肯錫援引南韓遊戲行業女性資深業者，表示「將一個普通的手勢視為對男性的攻擊是荒謬的，公司應該忽略這些指控」。
聯合新聞網記者魚子表示，這一系列爭議為韓國ACGN界對女權主義者的「獵巫行動」，且有「杯弓蛇影」的跡象；若激進女權主義者對ACGN界反其道而行之，開展同等迅速而且大規模的行動，將會是另一場災難。
在《原神》原畫師爭議發生後，首爾地方僱傭勞動廳宣佈於2023年12月4日至31日，針對位於首爾的遊戲企業進行與勞動者保護相關的大規模特別檢查，以應對韓國社會對遊戲從業者愈演愈烈的騷擾現象；但是，《韓國日報》指出，在外國公司工作的韓國員工較難得到僱傭勞動廳的保護。